# Société des mathématiciens, physiciens et astronomes de Slovénie
La Société des mathématiciens, physiciens et astronomes de Slovénie (slovène : Društvo matematikov, fizikov in astronomov Slovenije, DMFA) est la principale société savante slovène dans le domaine des mathématiques, de la physique et de l'astronomie.

## Activités
La Société s'occupe d'activité pédagogique et de popularisation des mathématiques, de mathématiques récréatives, de physique, d'astronomie et organise des compétitions à tous les niveaux de l'éducation.
Elle a également une activité éditoriale, avec sa gazette Obzornik za matematiko in fiziko (A Review for Mathematics and Physics), son magazine pour les écoles secondaires Presek (A Section), la collection littéraire Sigma et d'autres éditions.
La DMFA collabore avec la Société mathématique européenne (EMS), la Société européenne de physique (EPS) et plusieurs autres sociétés à travers le monde.

## Membres honorables
La Société accorde une affiliation honorable à une personne ou à des personnes qui ont contribué de manière significative à l'avancement des mathématiques et des sciences naturelles en Slovénie, et au développement de la Société.
- 1949 Joseph Plemelj
- 1974 Lavo Čermelj
- 1981 Franjo Dominko
- 1984 Alojzij Vadnal et Jože Povšič
- 1985 Anton Peterlin et Ivan Štalec
- 1986 Ivan Kuščer
- 1987 Anton Moljk
- 1988 Ivan Vidav
- 1991 Marija Munda
- 1994 Peter Gosar, Josip Grasselli, Dušan Modic et Niko Prijatelj
- 1996 Terezija Uran
- 1999 Jožica Dolenšek et Darko Jamnik
- 2000 Martina Koman et Franc Cvelbar
- 2001 Janez Strnad et Anton Suhadolc
- 2002 Agata Tiegl et Marija Vencelj
- 2003 Robert Blinc et Mitja Rosina
- 2004 Karel Šmigoc et Peter Vencelj
- 2005 Peter Petek
- 2007 Zvonko Trontelj
- 2010 Zlatko Bradač
- 2012 Milan Hladnik
- 2014 Izidor Hafner
- 2015 Andrej Likar et Tomaž Pisanski